# Edizioni di Storia e Letteratura

Giuseppe De Luca, nel 1951, con il primo volume dell'Archivio italiano per la storia della pietà.

Edizioni di Storia e Letteratura è una casa editrice italiana fondata nel 1941 da don Giuseppe De Luca, dedicata a edizioni specialistiche in ambito storico, filologico e letterario.

## Storia
La sua fondazione, durante la seconda guerra mondiale, intendeva perseguire l'ambizione «ideale [...] di tener alta l'indagine storica e letteraria, e risollevare erudizione e filologia», accomunando, in un'unica operazione editoriale, l'attenzione alla filologia profana e a quella sacra, campi tradizionalmente separati in Italia. L'attività editoriale era intesa per «prestar aiuto a quei giovani di maggior ingegno, i quali avessero ardito incamminarsi verso studi più ardui e meno redditizi» e per consentire ai «maestri più insigni [...] di dar l'ultima mano, e avviarli alla pubblicazione, ai lavori di tutta una vita, così come esigevano la dignità del loro studio e la ricchezza stessa dei loro risultati».
Il primo libro pubblicato vide la luce nel 1943, a due anni della fondazione.

## Pubblicazioni

### Autori
Tra gli autori pubblicati si ricordano Giuseppe Billanovich, Herbert Bloch, Gaetano De Sanctis, Carlo Dionisotti, Peter Dronke, Eduard Fraenkel, Werner Jaeger, Paul Oskar Kristeller, Friedrich Leo, Anneliese Maier, Scevola Mariotti, Arnaldo Momigliano, Bruno Nardi, Gennaro Sasso, Fulvio Tessitore.

### Riviste e collane
Tra le altre pubblicazioni, sono da segnalare la rivista "Archivio italiano per la storia della pietà", l'"Edizione nazionale dei testi umanistici", quella delle opere di Pietro Verri e la collana editoriale "Studi e testi del Rinascimento europeo", emanazione editoriale dell'Istituto Nazionale di Studi sul Rinascimento.

### Epistolari
La casa editrice ha in catalogo una serie di epistolari e carteggi di illustri personaggi del Novecento, tra cui Giovanni Cristofano Amaduzzi, Antonio Baldini, Carlo Bo, Giuseppe Bottai, Piero Bargellini, Aurelio Bertola, Emilio Cecchi, Benedetto Croce, Domenico Giuliotti, Giuseppe De Luca, Aldo Palazzeschi, Giovanni Papini, Giuseppe Prezzolini, Luigi Sturzo, Giuseppe Ungaretti, i papi Angelo Roncalli e Giovanni Battista Montini, e Loris Capovilla, segretario di Giovanni XXIII.